# Våraskruvsjön
Våraskruvsjön är en sjö i Uppvidinge kommun i Småland och ingår i Alsteråns huvudavrinningsområde. Våraskruvsjön ligger i Våraskruv Natura 2000-område.